# Everglades City
Everglades City – miasto w Stanach Zjednoczonych, w stanie Floryda, w hrabstwie Collier.